# 唐雲山
唐雲山（1901年—1977年），別名民山，中央軍校第一期、陸軍大學正則班第十三期畢業，中華民國軍事人物，中華民國國軍中將。

## 生平
籍貫廣東肇慶，從小父親雖然從商，但家中其實並不富裕，於是唐只有國民小學和初級中學畢業就停止繼續就學，並加入李福林麾下部隊，曾於李福林的東路討賊軍第三軍中擔任副官。後來也由李福林與和練炳章介紹下在民國十一年（1922）11月加入國民黨，並在1924年春由李福林保薦投考中央軍校，同年5月入學成為第一期學生，分發至第四隊學習。唐的初期軍旅生涯與李福林的賞識有著密切關係。
民國十三年（1924）底，黃埔軍校一期畢業後，唐雲山編入黃埔教導團作戰序列。唐雲山雖參與了國民革命軍北伐戰役，但沒有顯著戰功，但是在北伐期間他一直在國民革命軍第一軍系統中任官，曾擔任國民革命軍第2師第5團第8連連長，在民國十六年（1927）擔任過第一軍麾下之國民革命軍第20師獨立團少校參謀。北伐戰爭結束後，在軍隊撤裁計畫下第一軍縮編，唐雲山轉任由國民革命軍第22師縮編之國民革命軍第1師第2旅副旅長。民國十八年（1929）蔣馮戰爭前夕，第1師進行編制重整，第2旅被「更名」為國民革命軍第1旅，唐雲山續任第1旅上校副旅長。
溫州警備司令部上校參謀長和警衛師二團團長，1928年6月任國民革命軍獨立第十五旅旅長，中原大戰結束後軍事委員會開始整頓各獨立旅戰力狀態，由於獨立第15旅戰力狀況完成而決定保留，並在民國二十年（1931）4月10日更名為國民革命軍獨立第33旅，少將旅長職務由唐雲山續任，駐紮於湖北省，並配合進行對湖北省、湖南省、江西省邊界的大別山紅軍根據地進行清剿作戰。
民國二十一年（1932）下旬，獨33旅授命轉移至江西省投入對中國共產黨戰爭，1932年12月唐雲山兼任江西省安慶警備司令，率領獨立第33旅參與第一次國共內戰。在民國二十二年（1933）8月第五次江西剿共戰爭的前夕，前孫殿英系統的國民革命軍第80師在江西省吉水縣烏江鎮設防時遭中國工農紅軍第一軍團重創，師長李思愬遭撤職，80師師長由唐雲山兼任；由於該戰役使80師損失過重，軍委會在同年8月29日指示獨立第33旅擴編為國民革命軍第93師，唐雲山出任93師師長，並解任其80師師長職務，該師師長由副師長陳明仁接替。
在1934年江西剿共戰爭勝利，並迫使中國共產黨放棄中央蘇區，開始長征，93師被任命為對共軍追擊部隊。在民國二十四（1935）年2月追擊至貴州省的第二次赤水戰役時，93師遭到重創，因此戰敗唐雲山遭到撤職，同時遭到懲處的還包括該師參謀長胡素，不過沒有影響其在同年4月授階陸軍少將之進程。
唐雲山遭撤職後，在該年轉入陸軍大學，為正則班第十三期，在陸軍大學就讀至民國二十六（1937）12月畢業，故未率領部隊參與抗戰初期的一系列大型會戰，畢業後先任第三軍司令部委員、軍事委員會委員長侍從室少將組長。民國二十七年（1938）軍委會進行一系列整軍與擴軍計畫，同年3月，國民革命軍預備第三師改組為國民革命軍第52師，唐雲山接替冷欣，出任該師少將師長，編入國民革命軍第二十五軍運用，投入武漢會戰，於南浔铁路一帶進行作戰。
1940年任第八十六軍副軍長，1941年9月任第二十五軍副軍長，參與浙贛戰役。
1947年任黃百韜第七兵團副司令，2月參與萊蕪戰役，1948年5月任東北剿總錦州指揮所參謀長，9月晉升為陸軍中將，參與遼瀋會戰，10月16日范漢傑在錦州戰役中被俘，11月部隊在錦州遭解放軍全殲，唐隻身由葫蘆島向南突圍成功，徐蚌會戰時唐任第十四編練司令部副司令，指揮第二十五、四十四、六十三、六十四、一百軍，1949年1月徐蚌會戰失敗黃百韜自戕後，唐轉進福州並調任福州警備司令，9月轉進臺灣，1977年於臺北病逝，享年76歲。
1. ↑  於憑遠, 羅冷梅編纂，胡宗南上將年譜（臺北：臺灣商務印書館, 2014年9月1日），第30頁。